# 和田堀公園
和田堀公園（わだぼりこうえん）は、東京都杉並区に所在する都立公園である。善福寺川に沿う形で広がっている。公園内には水害対策のため和田堀公園調節池が整備されている。

## 概要
12の橋がまたがる川伝いの公園。当地は地盤が低く、住宅地の低層を蛇行する善福寺川は氾濫を繰り返す歴史がある。氾濫により自然に溜池が作られ、古くから水はけの悪い土地である。1933年（昭和8年）に大宮八幡宮の境内地一帯とともに和田堀風致地区に指定され、翌1934年に株式会社大宮八幡園（現・京急開発）が経営する娯楽施設「大宮八幡園」としてボート池、釣り堀等が整備された。戦後は、和田堀池を中心に、スポーツ施設や調整池を含む都立公園として再整備され、現在では隣接する善福寺川緑地とともに武蔵野の自然が調和した公園となっている。
公園内全域が東京都の防災公園（大規模救出活動拠点）に指定されている。

## 特長
白山前橋（和田堀公園西端の小山広場近く）を境に、上流には善福寺川緑地が広がる。名称は異なるものの、緑地帯として連続性ある空間を構成している。大宮八幡宮の境内林と合わせて、周辺一帯は杉並区内で最も緑が多い地域である。公園内の樹林は東京都保護樹林に指定されている。希少鳥類の観測地として知られカワセミ、ジョウビタキ、ウグイスの姿も観測される。公園内では野鳥観察を楽しむ来訪者も多い。春には桜の名所として多くの来訪者が訪れる。

## 公園内の施設
公園内は野球場、陸上競技場、テニスコート、バーベキュー広場、サイクリング広場など、公園施設とスポーツ施設が整備されている。野球場は善福寺川との間に高低差を設け善福寺川増水時の調整池として使用されるほか、災害時の避難場所としての機能を持つ。公園内全域が東京都の防災公園（大規模救出活動拠点）に指定されており、陸上競技場は大型ヘリコプターが発着できるヘリポートとして設計されている。公園内には応急急水槽、防火水槽、災害対応トイレ、ソーラー発電街灯、かまどが設置されている。

### 和田堀公園調節池
狩野川台風での洪水を受けて、善福寺川の治水工事のため、公園内に調節池を作ることが決定された。公園内には暫定施設として1981年（昭和56年）度に完成した2つの調節池がある。大宮一丁目に和田堀第2調節池が、郷土資料館の隣に和田堀第3調節池がある。平時は第2調節池の上部はテニス場、第3調節池の上部は壁打ちテニス練習場として活用されていた。和田堀第6調節池は1993年に完成し、競技場の隣、左岸側にあり、野球グラウンドとして活用されている。2005年9月4日の集中豪雨を受けて中野区で浸水被害が発生したことから、第6調節池は掘り下げられて、貯留水量が倍増した。
しかし、それでも被害が出ることが懸念されたため、2017年度から和田堀公園調節池の建設が始まった。和田堀第2調節池の場所に、倍以上の大きさの和田堀公園調節池を建設中で、調節地用地として第2調節池は廃止され、離れた第3調節池も廃止される予定。2021年度に完成予定となっている。

## 歴史
- 1964年（昭和39年）8月1日 - 公園として整備され開園。
- 2010年（平成22年）旧富士銀行済美山（せいびやま）グラウンド（陸上トラック、野球場、テニスコート、プール、クラブハウス等から構成されていた）を東京都が買収、和田堀公園として整備（済美山運動広場、第二競技場）。
- 2022年（令和4年） - 和田堀公園調節池が完成予定。

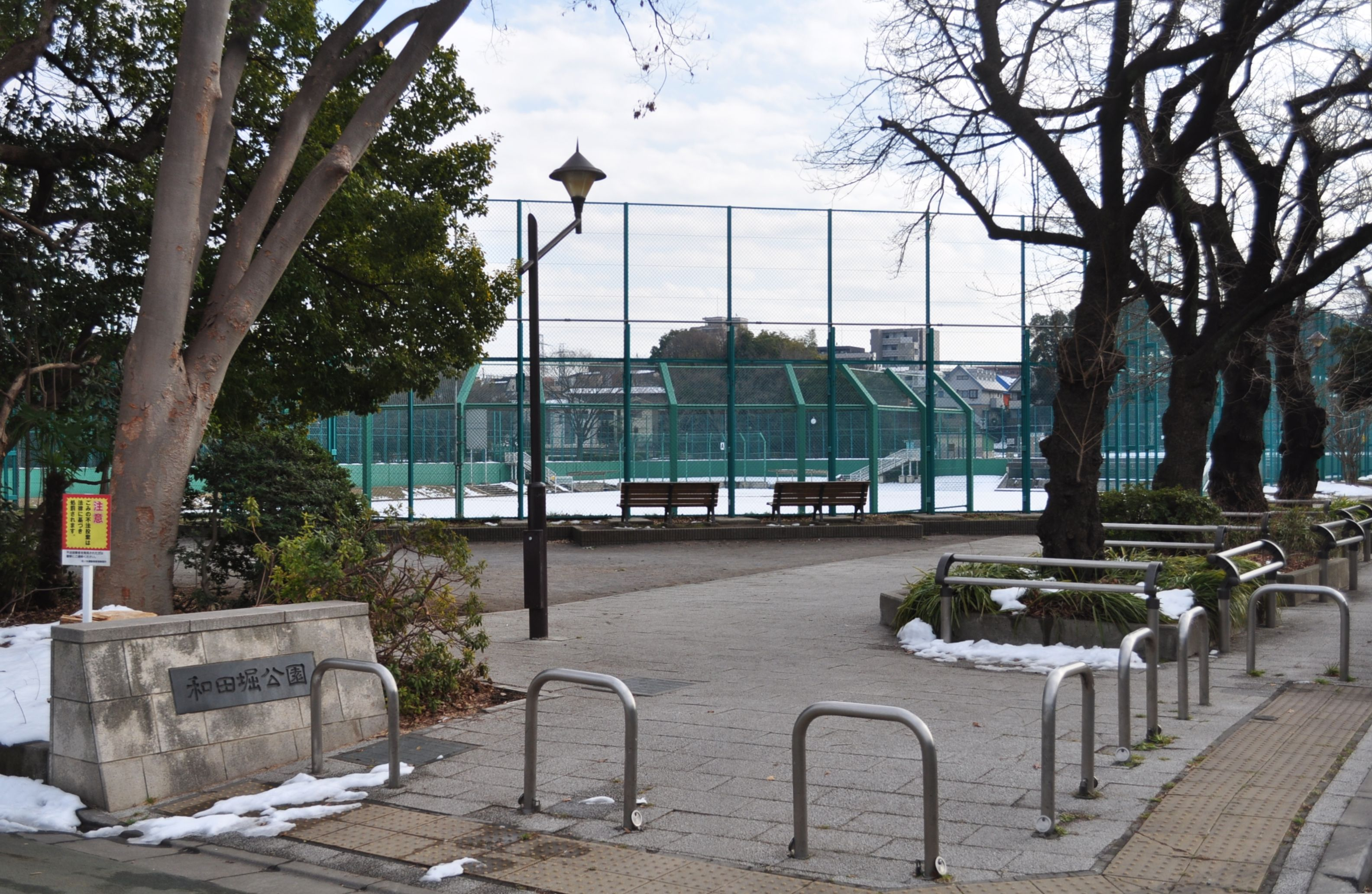
公園入口（2018年1月29日撮影）
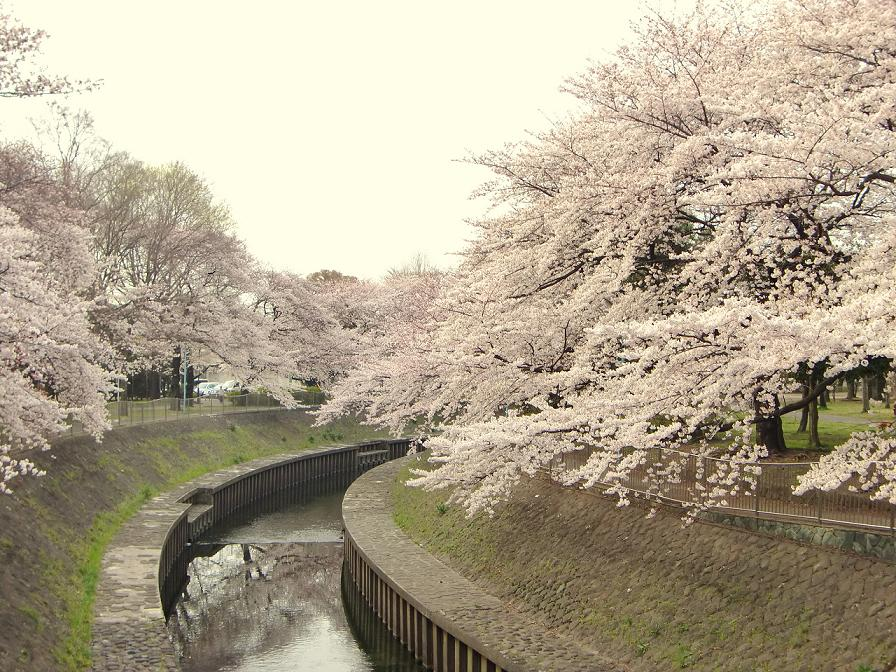
都内有数の桜の名所として知られる和田堀公園（八幡橋より撮影）
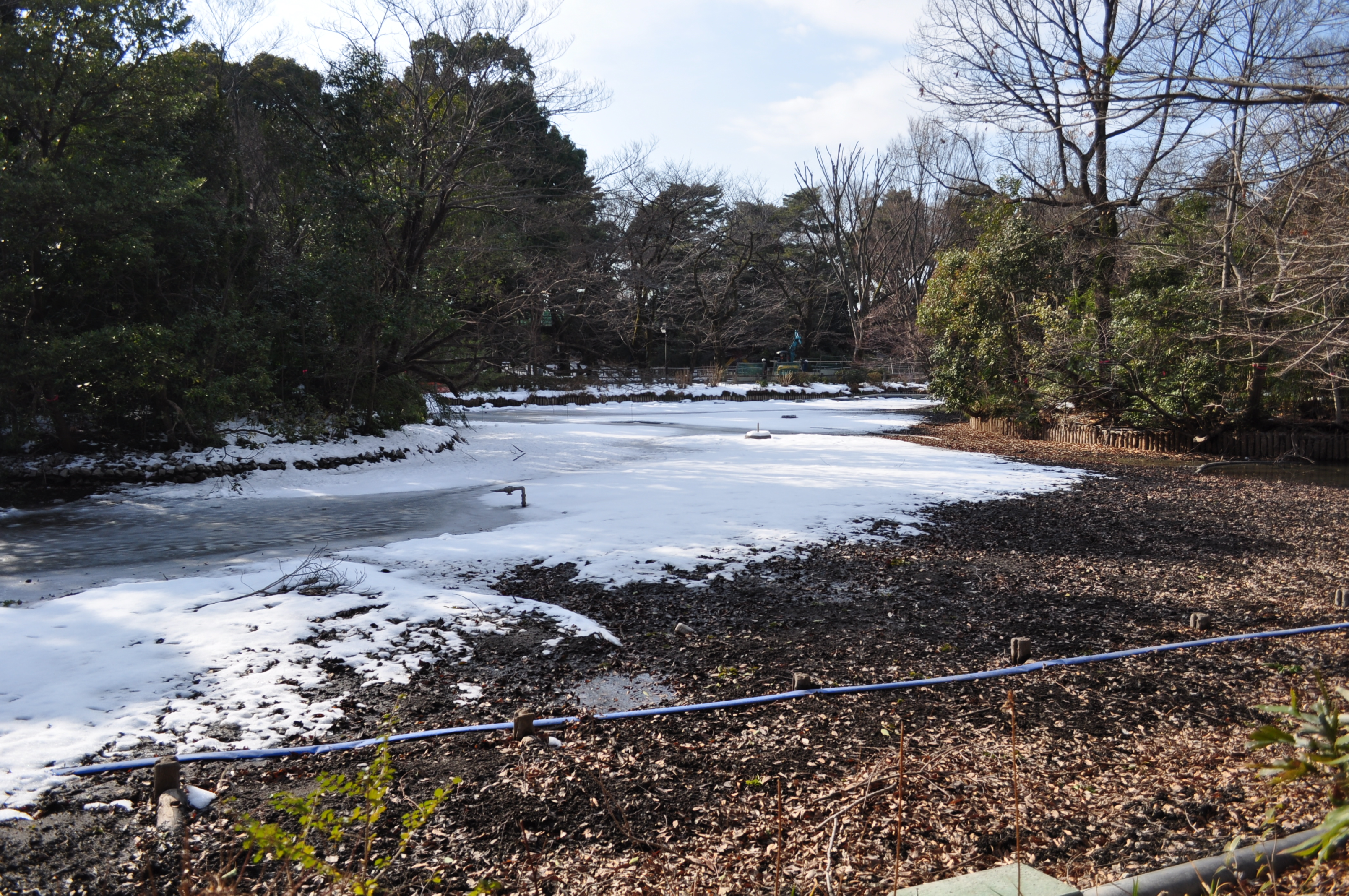
かいぼり実施中の和田堀池（2018年1月29日撮影）
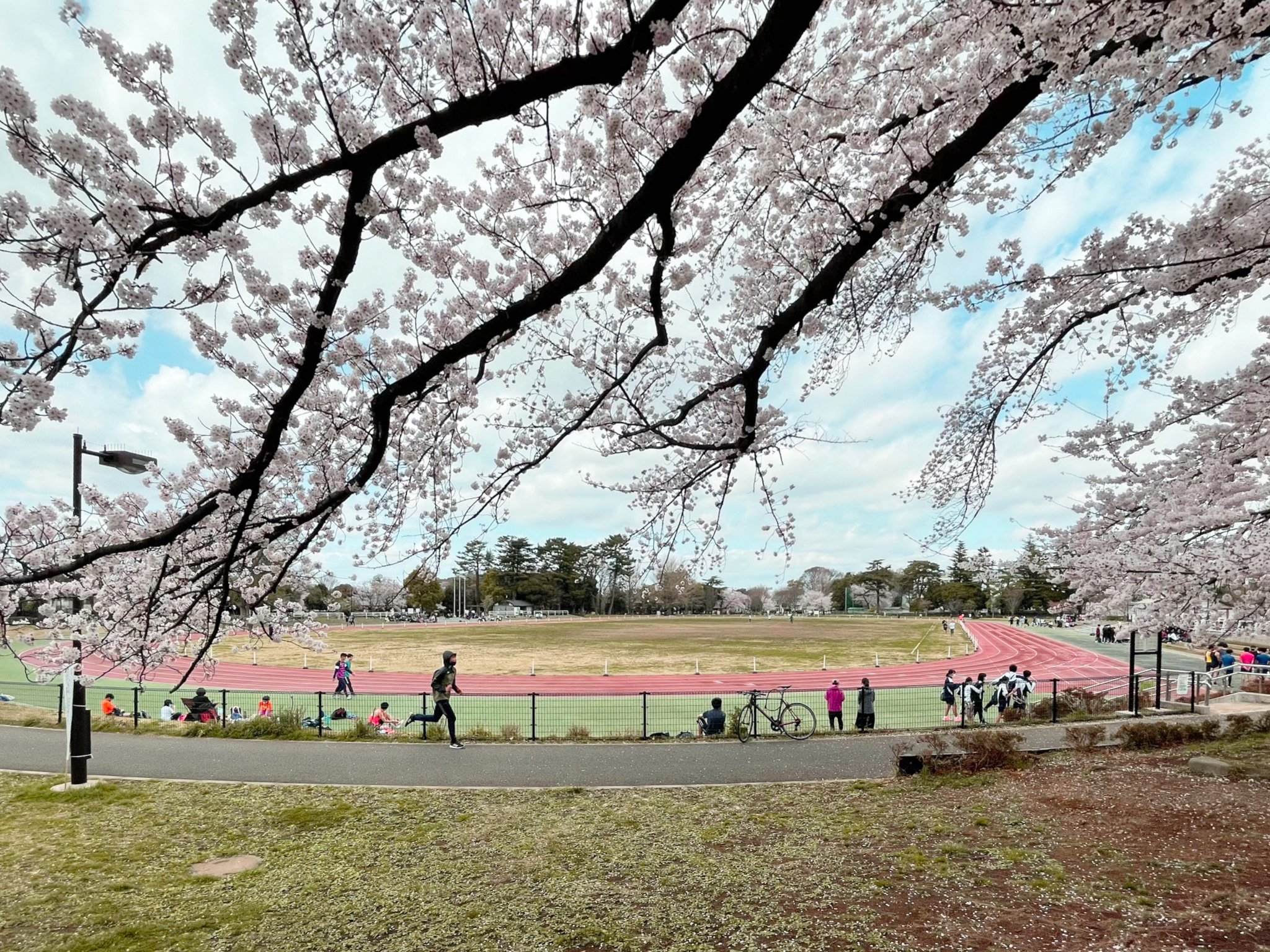
第二競技場（済美山運動広場。2022年3月30日撮影）

## 橋
- 白山前橋
- 大成橋
- 御供米橋
- 八幡橋
- 宮下橋
- 宿山橋
- 大宮橋
- 宮木橋
- 大松橋
- 二枚橋
- 済美橋
- 武蔵野橋

## 主な施設
- 広場
- 野球場（調整池）
- テニスコート（ハードコート、調整池）
- 壁打ちテニスコート（調整池）
- 陸上競技場（ヘリポート）
- 大宮遺跡などの弥生時代の遺跡

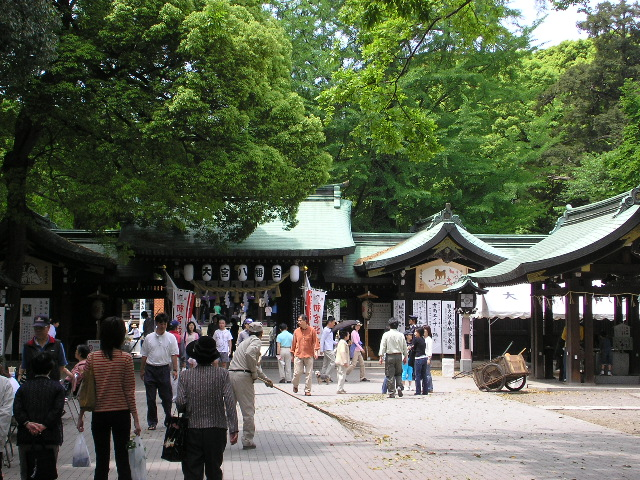
公園に隣接する大宮八幡宮。子育て守護の神社として名高い。

- 松ノ木遺跡などの縄文時代弥生時代古墳時代の遺跡
- 和田堀池
- 善福寺川緑地（隣接）
- 杉並区立郷土博物館（隣接。近郊農村だった頃の杉並の様子などを知ることができる。）
- 大宮八幡宮（隣接）

## その他
平成17年（2005年）9月4日に発生した集中豪雨により杉並区と中野区の一部住宅が浸水する被害が発生した（浸水家屋はおよそ3000戸）。この被害を受け、東京都建設局は善福寺川と妙正寺川を合わせ治水対策工事を行っている。
工事（2022年度までの予定）に伴い一部の遊歩道や橋、道路が閉鎖され迂回指示が出ている。この工事により善福寺川沿いの木々が剪定または伐採されるため、桜並木もその対象となるので、この都内有数の桜の名所は、危機に瀕しているという声もある。
なお、練馬区石神井公園の東隣にある練馬区立和田堀公園、同和田堀第二公園、同和田堀緑地・緑道とは別の施設である。

## アクセスなど
- 京王井の頭線「永福町駅」下車徒歩15分
- 京王井の頭線「西永福駅」下車徒歩15分
- 東京メトロ丸ノ内線「方南町駅」下車徒歩20分
- 関東バス・京王バス「都立和田堀公園」下車
- 常時開園・入園無料・駐車場施設あり（有料）
- 野球場、テニスコート、バーベキュー施設の利用は事前申し込み制（予約制）で施設利用費が必要。野球場やテニスコート、陸上競技場は河川の増水時、緊急避難時には使用ができなくなる。